# FIFA Street 2
FIFA Street 2 is een voetbalspel waar alles om straatvoetbal gaat. Het is de opvolger van FIFA Street.  De opvolger van FIFA Street 2 was FIFA Street 3, dat in 2008 in de winkels verscheen.
Het spel speelt zich af op verschillende straatlocaties over de hele wereld, van Rio de Janeiro tot in Londen. Er wordt gespeeld met landenteams, zoals Brazilië. Er spelen vier spelers tegen vier andere.

## Speltypen
- Nu Spelen: Hiermee kan de speler een wedstrijd spelen.

- Vriendschappelijk: Hier kan de speler, behalve zijn team en tegenstander, ook het veld kiezen waar hij op speelt en instellingen kiezen.

- Straattoernooi: Dit is het speltype waar alles om draait, de speler begint als iemand die niet kan voetballen.

- Vaardigheidsuitdaging: Bij dit speltype kunnen trucs worden geoefend.

Er kunnen ook punten worden verzameld voor het straattoernooi.